# 周述荣
周述荣（1936年11月—2011年2月22日），男，湖南岳阳人，中华人民共和国政治人物，曾任中共宜春地委书记，江西省人大常委会副主任。